# Элохист
Элохи́ст (Элогист) — термин, употребляемый библейскими критиками для обозначения одного из источников, из которых, по их мнению, состоит Пятикнижие вместе с книгой Иисуса Навина («Шестикнижие»). В сокращениях обозначается буквой Е.
Француз Жан Астрюк (1684—1766) первым опубликовал гипотезу, что книга Бытие составлена, главным образом, из двух источников («воспоминаний» — mémoires), из которых один употребляет имя Божие Элохим, a другой — Яхве. Первый источник Астрюк обозначил буквой «А», второй — буквой «В».
Гипотеза Астрюка была принята многими учёными и подверглась дальнейшей разработке, особенно в трудах Иоганна Готфрида Эйхгорна (1752—1827), который положил её в основание новой дисциплины, названной им «Высшей критикой». Главным добавлением библейской критики явилось разделение астрюковского элохистического источника на два источника, из которых один (Р) представляет наибольшую часть Шестикнижия, то есть Пятикнижие Моисея и книгу Иисуса Навина. И если некоторые детали астрюковского анализа не устояли перед позднейшей критикой, то его главные, основные принципы сохранились.

## История критики

### Жан Астрюк
Французский врач Жан Астрюк (1684—1766), исходя из того факта, что в некоторых частях книги Бытия имя Бога означается словом «Элохим», a в других — словом «Яхве», выдвинул гипотезу, согласно которой первоначально библейские документы существовали в разрознённом виде, а Моисей их разобрал и привёл в полный порядок. Таким образом Астрюку удалось объяснить и двойственный характер некоторых рассказов книги Бытия, её повторения и анахронизмы.
Астрюк предположил, что в основу библейских преданий положены два документа — рассказ элохиста — A и рассказ яхвиста — В, и, помимо них, ещё несколько десятков других фрагментов. На основании этого Астрюк разбил всю книгу Бытия и первые две главы книги Исхода на несколько колонн, причём в первую колонну (A) вошло всё то, что принадлежало, по мнению Астрюка, элохисту, a во вторую (B) — всё то, что принадлежало яхвисту.

### Позже
После Астрюка немецкий учёный Карл Давид Ильген (Die Urkunden des Jerusalemischen Tempelarchivs in ihrer Urgestalt, I, Галле, 1798) пытался доказать, что не все места книги Бытия, в которых употребляется имя Божие Элохим, принадлежат одному и тому же автору. По его мнению, книга Бытия состоит из 17-и самостоятельных документов, принадлежащих трём различным авторам — двум элохистам (Sopher Eliel ha-rischon и Sofer Eliel ha-scheni) и одному яхвисту (Sofer Eljiah ha-rischon).
Мнение Ильгена o двух элохистах в книге Бытия было далее развито Гупфельдом (Die Quellen der Genesis und die Art ihrer Zusammensetzung, Берлин, 1853). Он различает между первым, или «старшим», элохистом (так называемым PC) и вторым, или «младшим» элохистом (ныне — Е).
Школа Велльгаузена принимала, что в Шестикнижии (не только в книге Бытия) вставлены целые отрывки из двух источников, употреблявших имя Божие Элохим, из источника собственно Элохиста (Е), первый отрывок которого сохранился в Быт. 20:1—17, и из так называемого Священнического кодекса (P; см. IV, 94 и сл.).

## Характеристика Элохиста
Элохист употребляет имя Божие Элохим во всём Пятикнижии, то есть и в изложении истории после выступления Моисея, тогда как Священнический кодекс употребляет это имя только в изложении истории домоисеевой эпохи, так как, по его теории, священное имя Яхве стало известно впервые только Моисею; в дальнейшей же истории (начиная с Исх. 6:2) этот источник употребляет уже имя Яхве. В источнике Е встречающееся имя Яхве является, по мнению критиков, позднейшей переделкой. Элохист, по мнению школы Велльгаузена, — старше Р («Жреческого кодекса»). Главная задача Элохиста — изложение истории как таковой, a y P — как обоснования ритуальных законов.
Характерной чертой богословского мировоззрения этого автора критики считают откровения Божия, явленные людям во сне. В связи с такими откровениями он вводит действующее лицо с стереотипной формулой «и он встал рано утром и…». Единичные события слабо связаны между собою, без всякого определения времени; даётся только неопределенная формула «и было после этих событий и…» (случилось то-то).
Из особого благословения Яковом сыновей Иосифа, Менаше и Эфраима (Быт. 48:14 и сл.) критики заключают, что автор-элохист принадлежал к одному из колен «Иосифова дома», то есть Северному царству, где колено Эфраимово было более могущественно.
Из-за того, что отличить элементы Элохиста от элементов Яхвиста (J) подчас невозможно, библейские критики были вынуждены прибегнуть к гипотезе, что книги Элохиста и Яхвиста уже очень рано были соединены вместе и составили одно сочинение, так называемый «Источник Иеговист» (Jehovist; в этом слове имеются согласные буквы слова «Яхве» и гласные — слова «Элохим»).

## Элохист в Псалтири
Псалтирь разделяется на пять книг, стремясь походить на пять книг Пятикнижия. Первый стих первого псалма Псалтири содержит семь слов «блажен муж, который не ходит на совет нечестивых» (Пс. 1:1), намекая на также состоящий из семи слов первый стих Пятикнижия «в начале сотворил Бог небо и землю» (Быт. 1:1). Одна часть Псалтири составлена Яхвистом, другая — Элохистом. Во второй и третьей книгах Псалтири было намеренно замещено Яхве на Элохим.